# (266983) Josepbosch
(266983) Josepbosch es un asteroide perteneciente al cinturón de asteroides, región del sistema solar que se encuentra entre las órbitas de Marte y Júpiter,  descubierto el 30 de noviembre de 2005 por el proyecto Spacewatch desde el Observatorio Nacional de Kitt Peak en Arizona.

## Designación y nombre
Designado provisionalmente como 2010 WE66. Fue nombrado Josepbosch en homenaje a Josep Bosch Olivera, hijo del observador principal del observatorio de Santa Maria de Montmagastrell, Josep Maria Bosch.

## Características orbitales
Josepbosch está situado a una distancia media del Sol de 3,0205 ua, pudiendo alejarse hasta 3,264 ua y acercarse hasta 2,777 ua. Su excentricidad es 0,0806 y la inclinación orbital 12,608 grados. Emplea 1917,48 días en completar una órbita alrededor del Sol.

## Características físicas
La magnitud absoluta de (266983) Josepbosch es 15,1 y se estima que tiene un diámetro de 3 a 6 km.